# Mitch Bouyer
Pour les articles homonymes, voir Bouyer (homonymie).
Mitch Boyer (parfois écrit 'Bowyer', 'Buoyer', 'Bouyer' ou 'Buazer' ou, en créole, 'Boye') (1837 – 25 juin 1876) était un interprète et guide pendant la conquête de l'Ouest. Après la guerre de Sécession, le général John Gibbon le surnomma « le meilleur guide du pays après Jim Bridger ». Il fut tué à la bataille de Little Bighorn.

## Passé familial
Il s'appelait, à sa naissance en 1837, Michel Boyer. Son père, Jean-Baptiste Boyer, était un Canadien français qui était employé de l'American Fur Company. Il commerçait avec les Sioux dans le Wyoming. La mère de Mitch était une Sioux Santee. Son père fut tué par des Amérindiens alors qu'il était en campagne de chasse aux alentours de 1863. Le nom indien de Mitch était Kar-pash. Il avait trois sœurs, Marie, Anne, et Thérèse, triplées nées en 1840. Il avait aussi deux demi-frères, John Boyer (c. 1845-1871), qui fut pendu à Fort Laramie pour avoir tué un éclaireur de l'armée et Antoine Boyer (né vers 1852). Au cours d'un interrogatoire avant d'être exécuté, John reconnu qu'il avait d'autres frères et sœurs mais qui étaient déjà morts.
Boyer était interprète à Fort Phil Kearny en 1868. À la fin de 1869 il se maria à une jeune femme crow nommée Magpie Outside (ou Magpie Out-of-Doors), connue sous le nom de Mary. Leur premier enfant, Mary, est née en 1870. Un peut-être plus tard, ils eurent un fils, né en 1870. Il se prénommait apparemment Tom, mais est parfois aussi connu sous le nom de James LeForge (voir ci-dessous).

## Éclaireur militaire et mort à Little Bighorn
Boyer fut guide pour le 2e régiment de cavalerie et travailla aussi pour la Northern Pacific Railroad, au sein de l'équipe d'exploration. En 1872, il fut employé par l'agence Crow et l'US Army.
En 1876, le lieutenant-colonel George Armstrong Custer demanda à ce que Boyer soit transféré au 7e régiment de cavalerie en tant qu'interprète pour les éclaireurs crows quand le général Alfred Terry ordonna au 7e de cavalerie de partir à la poursuite d'Amérindiens hostiles. L'éclaireur habituel de Custer était Ree (un Arikara). Mais pour cette mission, Terry affecta au régiment six éclaireurs du lieutenant James Bradley (dont Curley). Boyer fut rajouté en raison de sa connaissance du territoire.
Boyer fut l'un des éclaireurs qui alerta Custer sur la taille du village amérindien et auquel Custer répondit qu'il s'en moquait. Boyer lui aurait répondu : « mon général, cela fait 30 ans que je vis avec les indiens et c'est le plus grand village que j'ai jamais vu. » Après avoir échoué à convaincre Custer, il semblerait que Boyer[réf. nécessaire] se soit séparé de tous ses biens, persuadé qu'il allait mourir dans cette bataille. Sitting Bull aurait promis une récompense de 100 poneys pour la tête de Boyer[réf. nécessaire].
Quand Custer divisa son unité en trois bataillons, vers midi, Boyer fut chargé de l'accompagner. Ce bataillon fut quasiment anéanti. Seuls une douzaine de soldats survécurent, tous ayant fui avant le début du combat. Des soldats de Reno déclarèrent avoir vu Custer en haut d'une falaise contempler la retraite. Mais il s'agissait plus vraisemblablement de Boyer et Curley, qui s'étaient portés en avant de la troupe[réf. nécessaire]. Boyer resta avec Custer et fut tué pendant la bataille de Little Bighorn.

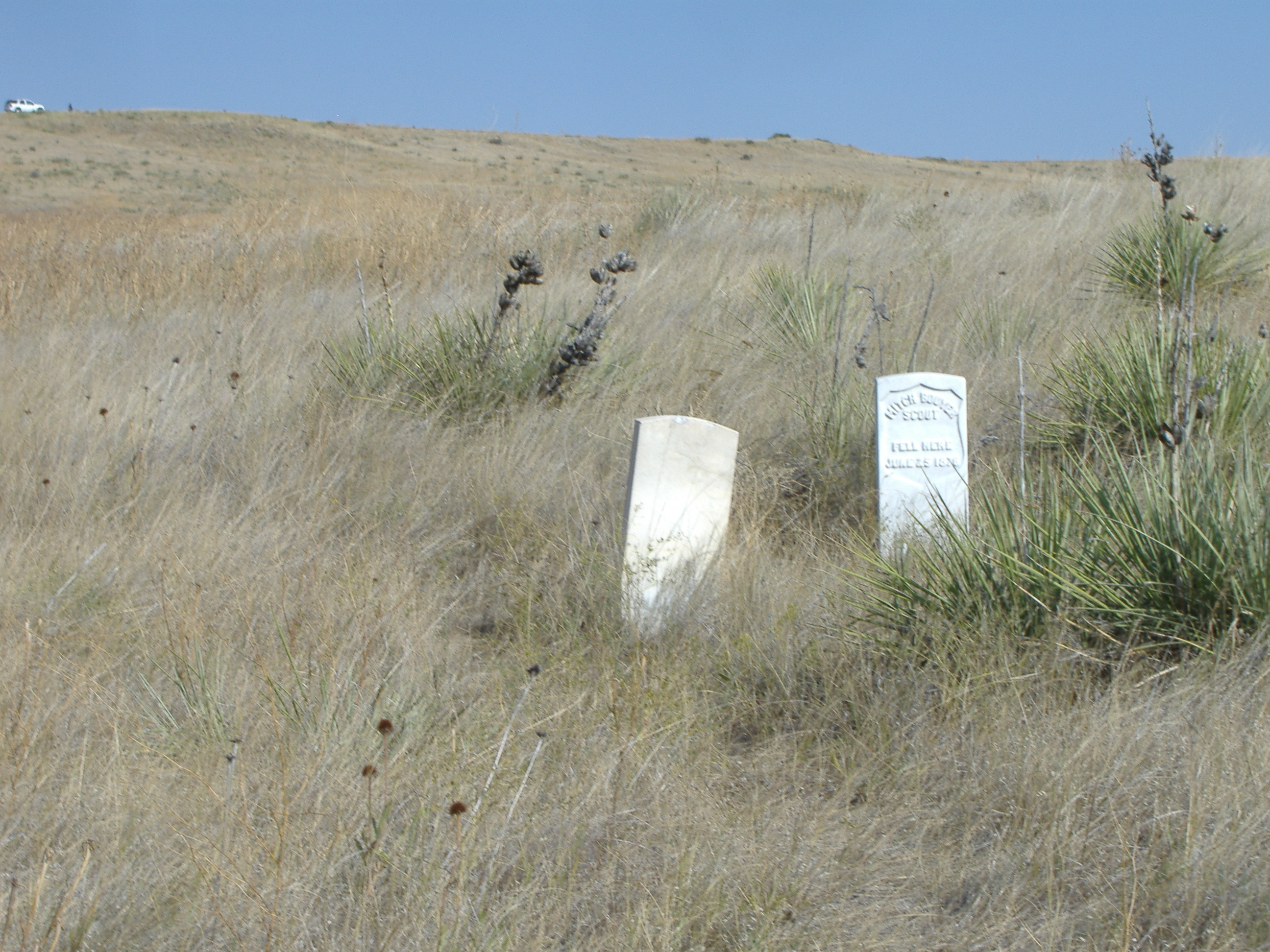
Emplacement de la mort de Mitch Boyer sur le chemin de Deep Ravine.

En 1984, un feu dévasta la plus grande partie du champ de bataille, permettant aux archéologue d'approfondir leurs fouilles. L'un des crânes retrouvés fut comparé à la seule photo disponible de Boyer qui fut identifié par comparaison des os faciaux. Ce crâne avait été retrouvé à l'ouest du monument sur Custer Hill, sur un lieu connu sous le nom de 'South Skirmish Line'.
Boyer semble avoir été un personnage flamboyant. Sur la photographie, il porte un chapeau en fourrure avec 2 pic-verts, un de chaque côté et il portait, le jour du combat fatal, une veste en queue de pie.
Après la mort de Boyer, son ami proche Thomas Leforge s'occupa de sa veuve, Mary. À la mort de sa propre femme, Leforge épousa Mary et adopta ses enfants. C'est sans doute à ce moment-là que le fils de Mitch changea de nom comme Thomas avait déjà un fils prénommé Tom. Mary mourut en 1916[réf. nécessaire].